# Mario Lanza
Mario Lanza, eigentlich Alfred Arnold Cocozza (* 31. Januar 1921 in Philadelphia, Pennsylvania; † 7. Oktober 1959 in Rom), war ein italoamerikanischer Opernsänger (Tenor) und Schauspieler. Lanza galt dank seiner Hollywood-Filme in den 1950er-Jahren als einer der bekanntesten Opernsänger der Welt.

## Leben
Cocozzas Eltern wanderten aus Neapel in die USA ein; sein Vater war Kriegsinvalide, seine Mutter Maria, nach deren Geburtsnamen er später seinen Künstlernamen wählte, war Näherin und eine Opernliebhaberin. Er wuchs mit den Schallplattenaufnahmen Enrico Carusos auf, der ihm zum großen Vorbild wurde. In der Schule ohne Ehrgeiz, trainierte der junge Cocozza seine Stimme in regelmäßigen Unterrichtsstunden. Die High School musste er einige Monate vor seinem Abschluss verlassen. Nachdem er einige Zeit als Lastwagenchauffeur, Transportarbeiter sowie als Aushilfe im Gemüseladen seines Großvaters gearbeitet hatte, wurde seine stimmliche Begabung entdeckt. Er erhielt Unterricht bei Irene William und Grant Carnell und bekam dann ein Stipendium am Musikcenter von Tanglewood. Dort gab er 1942 sein Debüt als Fenton in Die lustigen Weiber von Windsor.
Während des Militärdienstes im Zweiten Weltkrieg wurde er vornehmlich als Sänger für die Truppenbetreuung eingesetzt. Anschließend studierte er 15 Monate lang Belcanto-Gesang bei Beniaminos Giglis Lehrmeister Enrico Rosati. Dann trat er mit einem Programm an die Öffentlichkeit. Eine Zeitlang tourte Lanza mit dem kanadischen Bassbariton George London und der Sopranistin und späteren Gesangspädagogin Frances Yeend (1913–2008) durch Clubs, wobei das „Belcanto Trio“ in erster Linie populäre Unterhaltungsmusik und Stücke aus Musicals zur Darbietung brachte. Im Gegensatz zu seinen beiden Partnern, die bald darauf langjährige und erfolgreiche Sängerkarrieren antraten, gelang Lanza der Sprung auf die Bühne nicht. Lediglich 1948 trat er zweimal in New Orleans als Benjamin Franklin Pinkerton in der Oper Madame Butterfly auf. Es blieben seine einzigen Auftritte auf einer regulären Opernbühne. Zu diesem Zeitpunkt hatte er bereits einen Vertrag mit Hollywood.
Das Publikum zeigte sich von Lanzas stimmlichen Qualitäten und seiner äußeren Erscheinung begeistert. Auch die Kritik lobte sein Talent, die Schönheit seiner lyrischen Tenorstimme und nicht zuletzt seine perfekte Diktion, monierte jedoch seine noch nicht ausreichende stimmliche Schulung.
Der Chef von Metro-Goldwyn-Mayer, Louis B. Mayer, nahm Lanza unter seine Fittiche und produzierte mit ihm Filme und Schallplatten. Die ersten Streifen mit Lanza, vor allem die fiktionale Filmbiografie Der große Caruso von 1951, waren große Erfolge. Ebenso wie später bei Elvis Presley – dessen zweimalige Filmpartnerin in den 1950er Jahren, Dolores Hart, übrigens eine Nichte von Lanza war – waren es eher Filme mit trivialer Handlung, in denen mehr die Gesangseinlagen des Hauptdarstellers die Hauptattraktion ausmachten. So schaffte er es als klassischer Tenor auf die Titelseite von Time und wurde noch vor Presley zu einem vergleichbaren Popidol. Lanzas Stimme in den deutschen Synchronfassungen war in den meisten Filmen der Schauspieler Axel Monjé. In dem Film Alt Heidelberg (The Student Prince) (1954) sollte Lanza die Hauptrolle spielen, wurde dann aber wegen Differenzen mit dem Regisseur Curtis Bernhardt als Darsteller durch Edmund Purdom ersetzt, steuerte aber für Purdoms Gesangsszenen seine Stimme bei.
Lanza war der erste Opernsänger, dem es gelang, mit Goldenen Schallplatten sowohl für seine klassischen wie für seine Alben mit populärer Musik ausgezeichnet zu werden.
Mit dem Erfolg sah sich der Sänger zunehmend Angriffen der Fachkritik ausgesetzt und hatte darüber hinaus mit Problemen der Selbstdisziplin zu kämpfen. Extreme Stimmungsschwankungen machten ihn unter Kollegen gefürchtet, vor großen Auftritten musste sich Lanza zudem immer wieder rigiden Abmagerungskuren unterziehen. Er wurde Alkoholiker und konsumierte verstärkt Tabletten. Dazu blieb der Erfolg allmählich aus, und seine Karriere in den USA geriet ins Stocken.
Lanza wich nach Italien aus und landete dort Ende der 1950er-Jahre noch einmal einige Filmerfolge. 1959 verstarb der erst 38-Jährige in einer römischen Klinik. Als offizielle Todesursache wurde ein Herzinfarkt angegeben. Lanza wurde auf dem Friedhof „Holy Cross Cemetery“ in Culver City, Kalifornien begraben.

## Privates
Lanza war seit 1945 mit Betty Hicks, der Schwester eines Armeekameraden, verheiratet und hinterließ vier Kinder, Colleen, Elisa, Damon und Marc. Lanzas Ehefrau starb 1960 unter dem Einfluss von Tabletten und Alkohol. Lanzas Tochter Colleen, die als einziges seiner Kinder auch eine Karriere als Sängerin eingeschlagen hatte, starb 1997 nach einem Autounfall. Sein jüngster Sohn Marc erlag 1991 im Alter von 37 Jahren einem Herzinfarkt. Sohn Damon Anthony starb am 16. August 2008 ebenfalls an den Folgen eines Herzinfarktes im Alter von 55 Jahren.

## Filmografie
- 1949: Kuß um Mitternacht (That Midnight Kiss), Regie: Norman Taurog
- 1950: Der Fischer von Louisiana (The Toast of New Orleans), Regie: Norman Taurog
- 1951: Der große Caruso (The Great Caruso), Regie: Richard Thorpe
- 1952: Mein Herz singt nur für dich (Because you're mine), Regie: Alexander Hall
- 1954: Alt Heidelberg (The Student Prince) (nur Gesangsstimme)
- 1956: Serenade (Serenade), Regie: Anthony Mann
- 1958: Arrivederci Roma (Seven Hills of Rome), Regie: Roy Rowland
- 1959: Der Sänger von Capri/Alternativ: Serenade einer großen Liebe (For the First Time), Regie: Rudolph Maté

## Diskografie (Auswahl)

### Alben
| Jahr | Titel                                                                                      | Höchstplatzierung, Gesamtwochen, AuszeichnungChartplatzierungen (Jahr, Titel, Platzierungen, Wochen, Auszeichnungen, Anmerkungen) | Höchstplatzierung, Gesamtwochen, AuszeichnungChartplatzierungen (Jahr, Titel, Platzierungen, Wochen, Auszeichnungen, Anmerkungen) | Höchstplatzierung, Gesamtwochen, AuszeichnungChartplatzierungen (Jahr, Titel, Platzierungen, Wochen, Auszeichnungen, Anmerkungen) | Anmerkungen |
| Jahr | Titel                                                                                      | DE | UK | US | Anmerkungen |
| ---- | ------------------------------------------------------------------------------------------ | --- | --- | --- | ----------- |
| 1949 | That Midnight Kiss                                                                         | — | — | US2 (27 Wo.)US |             |
| 1950 | The Toast of New Orleans                                                                   | — | — | US1 (38 Wo.)US |             |
| 1951 | Mario Lanza in Selections from the MGM Motion Picture „The Great Caruso“                   | — | — | US1 (48 Wo.)US |             |
| 1951 | Mario Lanza Sings Christmas Songs                                                          | — | — | US1 (11 Wo.)US |             |
| 1952 | Mario Lanza Sings from MGM’s „Because You’re Mine“                                         | — | — | US1 (20 Wo.)US |             |
| 1954 | Mario Lanza Sings the Hit Songs from „The Student Prince“ and Other Great Musical Comedies | — | — | US1 (73 Wo.)US |             |
| 1956 | Romberg: The Student Prince                                                                | — | UK5 (1 Wo.)UK | US7 Gold · (13 Wo.)US |             |
| 1956 | Serenade                                                                                   | — | — | US11 (6 Wo.)US |             |
| 1957 | Student Prince and Other Great Musical Comedy Hits                                         | — | — | US11 (71 Wo.)US |             |
| 1958 | Seven Hills of Rome                                                                        | — | — | US7 (8 Wo.)US |             |
| 1958 | The Student Prince/The Great Caruso                                                        | — | UK4 (22 Wo.)UK | — |             |
| 1959 | For the First Time                                                                         | — | — | US9 (46 Wo.)US |             |
| 1959 | Lanza Sings Christmas Carols                                                               | — | — | US10 (9 Wo.)US |             |
| 1960 | Lanza Sings Caruso – Caruso Favorites                                                      | — | UK3 (15 Wo.)UK | US4 Gold · (49 Wo.)US |             |
| 1962 | I’ll Walk With God                                                                         | — | — | US64 (41 Wo.)US |             |
| 1964 | The Best of Mario Lanza                                                                    | — | — | US87 (15 Wo.)US |             |
| 1971 | The Greatest Hits Vol.1                                                                    | — | UK39 (1 Wo.)UK | — |             |
| 1980 | Unvergessen                                                                                | DE13 (10 Wo.)DE | — | — |             |
| 1981 | The Legend of Mario Lanza                                                                  | — | UK29 Gold · (11 Wo.)UK | — |             |
| 1987 | A Portrait of Mario Lanza                                                                  | — | UK49 Silber · (8 Wo.)UK | — |             |
| 1994 | The Ultimate Collection                                                                    | — | UK13 Gold · (7 Wo.)UK | — |             |
| 2004 | The Definitive Collection                                                                  | — | UK41 (4 Wo.)UK | — |             |

grau schraffiert: keine Chartdaten aus diesem Jahr verfügbar
Weitere Alben
- 1994: Be My Love (US: ×2Doppelplatin )

### Singles
| Jahr | Titel Album                   | Höchstplatzierung, Gesamtwochen, AuszeichnungChartplatzierungen (Jahr, Titel, Album, Platzierungen, Wochen, Auszeichnungen, Anmerkungen) | Höchstplatzierung, Gesamtwochen, AuszeichnungChartplatzierungen (Jahr, Titel, Album, Platzierungen, Wochen, Auszeichnungen, Anmerkungen) | Anmerkungen |
| Jahr | Titel Album                   | UK | US | Anmerkungen |
| ---- | ----------------------------- | --- | --- | ----------- |
| 1950 | Be My Love –                  | — | US1 (34 Wo.)US |             |
| 1951 | Vesti la Giubba –             | — | US21 (3 Wo.)US |             |
| 1951 | Loveliest Night of the Year – | — | US3 (34 Wo.)US |             |
| 1951 | Because –                     | — | US16 (14 Wo.)US |             |
| 1952 | Because You’re Mine –         | UK3 (24 Wo.)UK | US7 (19 Wo.)US |             |
| 1955 | Drinking Song –               | UK13 (1 Wo.)UK | — |             |
| 1955 | I’ll Walk With God –          | UK18 (2 Wo.)UK | — |             |
| 1955 | Serenade –                    | UK15 (5 Wo.)UK | — |             |
| 1956 | Earthbound –                  | — | US53 (8 Wo.)US |             |
| 1958 | Arrivederci Roma –            | — | US97 (1 Wo.)US |             |
| 1994 | Be My Love –                  | UK92 (1 Wo.)UK | — |             |

grau schraffiert: keine Chartdaten aus diesem Jahr verfügbar